# نانا أنتوي
نانا أنتوي (بالإنجليزية: Nana Antwi Manu)‏ هو لاعب كرة قدم غاني، ولد في 8 أبريل 1994 في كوماسي في غانا.